# Pritchardia lopesi
Pritchardia lopesi är en tvåvingeart som beskrevs av Carrera och Nelson Papavero 1965. Pritchardia lopesi ingår i släktet Pritchardia och familjen rovflugor. Inga underarter finns listade i Catalogue of Life.